# Alfred (Film)
Alfred ist ein Dokumentarfilm von Andreas Voigt aus dem Jahr 1986. Es handelt sich hierbei um seinen Diplom- und Abschlussfilm an der Hochschule für Film und Fernsehen der DDR „Konrad Wolf“, Potsdam-Babelsberg.

## Handlung
Voigt befragt in seinem Diplomfilm den 76-jährigen Kommunisten Alfred Florstedt und berichtet von dessen Leben in Florstedts sehr subjektiven Sicht- und Erzählweise. Der Film berührt viele wichtige Ereignisse der deutschen Geschichte des 20. Jahrhunderts angefangen vom Ersten Weltkrieg bis fast zum Ende der DDR. Der Anarchist, Kommunist und Gewerkschafter Alfred Florstedt gerät hierbei immer wieder in Konflikt mit den herrschenden Systemen, auch mit der SED-Parteiführung der DDR. Seine stets kämpferische Lebenshaltung wird von Voigt mit resignierten Aussagen junger Textilarbeiterinnen konterkariert, die bereits alle Träume und Hoffnungen an persönliches Glück im tristen DDR-Alltag aufgegeben haben. Lange Kamerafahrten auf den Industriegleisen des Leipziger Stadtteils Plagwitz durch marode Industrielandschaft, Szenen aus einer Gießerei und Bilder heruntergekommener Straßen bekräftigen den Eindruck von Verfall und Stagnation der späten DDR.

## Leipzig-Filme
Alfred gilt als erster Film der Leipzig-Filme, einer mehrfach preisgekrönte Film-Reihe, die zwischen 1986 und 2015 entstand. Sie umfasst sechs Dokumentarfilme. Die Reihe erschien 2015 unter dem Titel Leipzig Filme 1986 – 1997 bei Absolut Medien auf DVD.

## Rezensionen
„... Neues, was man sonst bei den DDR Dokumentaristen noch vermisste, ließ wenigstens die im traditionellen Sonderprogramm der Babelsberger Filmhochschule gezeigte Diplomarbeit eines Studenten erkennen. In seinem Film ‚Alfred‘ zeichnet Andreas Voigt das Porträt eines vor knapp zwei Jahren verstorbenen Leipziger Alt-Kommunisten, und in dieser Biographie eines ungewöhnlichen Mannes wird auch nicht verschwiegen, dass Alfred Florstedt in den zwanziger und fünfziger Jahren in Widerspruch zur Parteilinie geriet, was seinen zeitweisen Ausschluss zur Folge hatte: ein Stück undogmatischer Geschichtsaufarbeitung.“

„42-minütige Hommage für einen deutschen Maler und Dachdecker und Kommunisten, einen, der nie was wurde und immer da war - mit wenigen Fotografien, Requisiten und den ersten charakteristischen Filmsequenzen von Leipzig-Plagwitz, von der Rangierbahn zwischen urtümlichen Fabriken und gebeugten Häusern, schwarz-weiß mit harten Kontrasten und mit einer verirrten Sonne, trotzig und unbeirrbar Gefühl, Hoffnung und Bewegung herausfordernd. Diese Bilder sind da und werden seit damals ergänzt, erweitert, vertieft.“

## Auszeichnungen
- Findlingspreis auf dem Nationalen Festival des Dokumentarfilms der DDR in Neubrandenburg 1987